# Kevin Inkelaar
Kevin Inkelaar (* 8. Juli 1997 in Leeuwarden) ist ein niederländischer Radrennfahrer.

## Sportlicher Werdegang
Mit dem Wechsel in die U23 wurde Inkelaar Mitglied im Lotto-Soudal U23-Team, für das er zwei Jahre fuhr. Zur Saison 2018 wurde er Mitglied im UCI Continental Team Polartec-Kometa. Mit dem Team erzielte durch einen Etappengewinn beim Giro della Valle d’Aosta seinen ersten Erfolg auf der UCI Europe Tour. Zur Saison 2019 wechselte er zur Equipe continentale Groupama-FDJ. Beim Giro della Valle d’Aosta konnte er erneut eine Etappe gewinnen und entschied die Punktewertung für sich.
Zur Saison 2020 wurde Inkelaar Mitglied im UCI WorldTeam Bahrain Victorious, für das er zwei Jahre fuhr.  Für das Team nahm er mit der Vuelta a España 2020 erstmals an einer Grand Tour teil und beendete diese auf Platz 138 der Gesamtwertung. Nach einem positiven Corona-Test und einem Rippenbruch hatte er wenig Möglichkeit, zählbare Erfolge zu erzielen, so dass sein Vertrag nicht verlängert wurde.
Zur Saison 2022 wurde er Mitglied im UCI Continental Team Leopard Pro Cycling, um sich wieder für die WorldTour zu empfehlen. Nach einem weiteren Jahr ohne zählbare Erfolge blieb er jedoch auf kontinentaler Ebene und wechselte zur Saison 2023 in das neu gegründete TDT-Unibet. Aufgrund einer Verengung der Beckenarterie konnte er im gesamten Jahr 2023 keine Rennen bestreiten und wurde im Sommer operiert. Sein Team unterstützt ihn bei der Rehabilitation und verlängerte den Vertrag für die Saison 2024. 2024 nahm er wieder an Radrennen teil, blieb aber ohne nennenswerte Ergebnisse. Trotzdem wurde sein Vertrag um ein weiteres Jahr verlängert.

## Erfolge
2017
- Mannschaftszeitfahren Okolo Jižních Čech

2018
- eine Etappe Giro della Valle d’Aosta

2019
- eine Etappe und Punktewertung Giro della Valle d’Aosta

## Grand-Tour-Platzierungen
| Grand Tour            | 2020 |
| --------------------- | ---- |
| Giro d’ItaliaGiro     | –    |
| Tour de FranceTour    | –    |
| Vuelta a EspañaVuelta | 138  |